# 野杏
野杏（學名：Prunus armeniaca var. ansu）为杏的一个变种。

## 扩展阅读
- 維基物種上的相關：野杏